# Hiʻiaka
Hiʻiaka is de grootste maan van de dwergplaneet Haumea. Hij is een van de twee manen van Haumea. De andere is Namaka. Het is de tweede maan gezien vanaf Haumea.

## Ontdekking en naam
Hiʻiaka was de eerste natuurlijke satelliet, die rond Haumea werd ontdekt. Hij werd op 26 januari 2005 ontdekt door Michael E. Brown. Ze is vernoemd naar een van de dochters van Haumea uit de Hawaïaanse mythologie.

## Karakteristieken
Hij heeft een visuele helderheid van 17,3 magnitude. Hij heeft een massa van 1,79 ± 0,1119 kg (0,45% van Haumea). Zijn diameter is 310 km.

### Baankarakteristieken
Hij doet er 49,12 ± 0,03 dagen om één keer rond Haumea te draaien. De afstand tot Haumea is 49 880 ± 198 km.